# 4765 Wasserburg
A 4765 Wasserburg (ideiglenes jelöléssel 1986 JN1) egy kisbolygó a Naprendszerben. Carolyn Shoemaker fedezte fel 1986. május 5-én.